# Kanadyjski akt zbożowy
Kanadyjski akt zbożowy (ang. Canada Corn Act) – akt prawny uchwalony przez parlament brytyjski w 1843 roku. Na jego mocy kanadyjska mąka i zboże uzyskały priorytet w imporcie brytyjskim.